# Castelladral
El poble de Castelladral ocupa la part central i més elevada del terme municipal de Navars, des de la riera de Sant Cugat o del Tordell fins a la vall dels Gitanos, per on discorre la riera d'Hortons.
El poble fou l'antic cap del municipi de Navars, al qual donà nom fins abans del 1960. Aquests paratges foren habitats ja d'antic, però la cita escrita més antiga de Castelladral és del 941. Llavors formava un castell sota el domini dels comtes de la Cerdanya, que el 1118 heretaren els de Barcelona i finalment anà a mans de la família Peguera. El terme d'aquest castell se subdividí més tard en tres districtes o quadres: Valldeperes, Orriols i la Capçada.
Castelladral també és parròquia d'antic, sota l'advocació de Sant Miquel. Les esglésies de Santa Fe de Valldeperes i de Sant Joan d'Orriols passaren a ser-ne sufragànies. El poblament és dispers, si bé en els segles XVII i XVIII es formà un petit nucli de cases al peu del turó del Castellot, on hi havia hagut el castell. Destaquem pel seu interès i importància els masos: la Capçada, la Rovira, el Castell, Puig-gròs, la Garriga, Solivella, la Serra i les Comes. En el terme de Castelladral s'hi troba la tomba de Castelladral o del lladre traïdor d'estil romànic.
En la primera meitat del segle xix es constituí l'actual municipi; llavors Castelladral en fou la capital i li donà el nom. Aquesta situació canvià en els anys vint del segle XX quan la capitalitat passà a Navars.
En els nostres dies, l'Associació de Veïns i Amics de Castelladral està duent a terme la rehabilitació i reanimació del nucli central del poble. També procura la modernització dels serveis rurals amb la construcció d'un Alberg de Joventut.

## Sant Miquel de Castelladral[4]
Aquesta església és fruit de dues èpoques; és un edifici romànic del segle xi profundament transformat a principis del segle xvii. La major part de les parets exteriors són romàniques; en destaquen unes arcuacions llombardes a migdia. Per dins és d'estil gòtico-renaixentista. A mitjan segle xviii s'aixecà el seu campanar. Ben conservada i en culte.

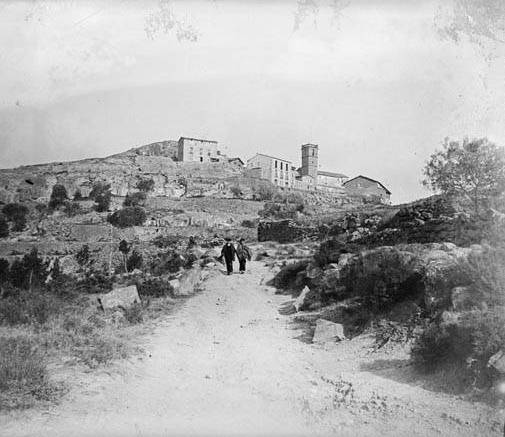
Castelladral en una imatge del 1913

## Santa Magdalena de Puig-gròs[5]
Capella romànica del segle xi, convertida en habitatge el segle xvii. Mig enrunada.

## Sant Joan d'Orriols
És un edifici d'origen romànic totalment reformat. No està en culte.

## Capelles particulars de masos
- La Sagrada Família de la Rovira: data del 1896.
- La Immaculada de Puig-gròs: fou construïda el 1619.
- Sant Isidre de la Llastanosa: és del 1878.
- La Mare de Déu del Carme de la Capçada: segle XIX; decoració pintada d'estil modernista.
- El Castell de Solivella: és al sud del mas Puig-gròs. Era una "domus" o casa forta de la família Olivella, citada ja el segle xii. Es conserva part de les dependències subterrànies i un bon llenç de paret amb una finestra gòtica.

## Dolmen de les Comes
És un megàlit de cambra simple, reconstruït.

## Festa de l'Arrossada
Té lloc el segon diumenge de març. És una festa creada l'any 1984 amb motiu de la fundació de l'Associació de Veïns i Amics de Castelladral. És la trobada anual d'aquesta agrupació, que treballa per a revitalitzar i modernitzar aquest poble del municipi. Als inicis s'hi organitzaven dues Curses Atlètiques i, des del 1989, Caminades Populars des de Casserres i des de Navars, des del 2006 es fa una caminada popular anomenada ruta de la Natura. L'acte central és el dinar; es prepara una voluminosa paella d'arròs per a un miler de comensals a càrrec del grup Pi Tort de Palà de Torroella.

## Festa Major
Té lloc al primer diumenge de maig, Aparició de Sant Miquel. Antigament es ballava el típic Ball de Cascavells.